# Jakub Hromada
Jakub Hromada (* 25. května 1996 Košice) je slovenský profesionální fotbalista, který hraje na pozici defensivního záložníka za rumunský klub FC Rapid București. V roce 2021 odehrál také 4 utkání v dresu slovenské reprezentace.
Mimo Slovensko a Česko působil na klubové úrovni v Itálii a v Rumunsku. Mezi jeho fotbalové vzory patří brazilský fotbalista Ronaldinho a český záložník Pavel Nedvěd.

## Klubová kariéra
Svoji fotbalovou kariéru začal ve východoslovenském klubu KAC Jednota Košice, kde hrál v žákovských kategoriích. V létě 2011 odešel ve svých 15 letech do nedalekého Zemplínu Michalovce, kde začal hrát za starší dorost. Na jaře 2012 v utkání 33. kola hraného 27. 5. 2012 proti MFK Dolný Kubín (výhra 4:2) debutoval ve věku 16 let v prvním týmu, když odehrál 45 minut. V létě 2012 podepsal tříletý kontrakt s italským Juventusem FC, kde hrál za mládežnické výběry. Před druhou polovinou sezóny 2013/14 se vydal na půl roku hostovat do mužstva FC Janov.

### UC Sampdoria
V únoru 2015 přestoupil z Juventusu do týmu UC Sampdoria, kde podepsal kontrakt na 3,5 roku. Od jarní části sezony 2014/15 působí na hostováních v jiných týmech.

#### Pro Vercelli 1892 (hostování)
Po přestupu do Sampdorie byl obratem poslán na půlroční hostování do druholigového italského mužstva FC Pro Vercelli 1892. V klubu během půl roku neodehrál žádné ligové střetnutí.

#### Senica (hostování)
Na konci července 2015 se zapojil do tréninku s týmem FK Senica. V následujícím měsíci zamířil do Senice na dvouleté hostování s opcí, opačným směrem (do Sampdorie Janov) odešel taktéž na hostování fotbalista ze senické mládeže Michal Tomič. Hromada dostal dres s číslem 6, které nosil v minulosti v Senici tehdejší kapitán Tomáš Kóňa. V dresu Senice debutoval ve slovenské nejvyšší soutěži v 5. kole hraném 15. srpna 2015 proti ŠK Slovan Bratislava (remíza 1:1), když ve 13. minutě vystřídal Luboše Huška. První dva střelecké zásahy za Senici si připsal v ligovém utkání 8. kole proti "svému" MFK Zemplín Michalovce (výhra 3:1), když skóroval nejprve v osmé a poté ve třicáté minutě. Ve 20. minutě si dal vlastní gól. V rozmezí 12.-14. kola se třikrát gólově prosadil. Postupně dal po jedné brance do sítě FC DAC 1904 Dunajská Streda (prohra 2:3), MFK Ružomberok (výhra 1:0) a MFK Skalica (výhra 3:0). Celkem za Senici odehrál 25 střetnutí v lize, ve kterých vsítil pět branek.

### Viktoria Plzeň (hostování)
Před sezonou 2016/17 zamířil na roční hostování s opcí do Viktorie Plzeň. Ve Viktorce rozšířil početnou slovenskou enklávu.

#### Sezóna 2016/17
V dresu Plzně debutoval v nejvyšší soutěži 7. srpna 2016 v utkání 2. kola na domácí půdě proti mužstvu Bohemians Praha 1905 (remíza 1:1), na hřiště přišel v 81. minutě namísto Patrika Hrošovského. V 6. kole proti Slovanu Liberec (výhra 2:1) vstřelil svůj první gól v dresu Viktorie, když ve 21. minutě jeho střela z 18 metrů trefila "šibenici" brány Martina Dúbravky. Po prvním poločase byl kvůli zranění vystřídán Ergysem Kaçem.
S týmem si zahrál 4. předkolo - play-off Ligy mistrů UEFA 2016/17 proti bulharskému Ludogorci Razgrad. Plzeň zápasy výsledkově nezvládla (prohra 0:2 a remíza 2:2) a musela se spokojit s účastí ve skupinové fázi Evropské ligy UEFA. Viktorka byla nalosována do základní skupiny E společně s AS Řím (Itálie), Austria Vídeň (Rakousko) a FC Astra Giurgiu (Rumunsko). K druhému zápasu základní skupiny cestovala Plzeň 29. září 2016 do Rakouska, kde se střetla s Austrií Vídeň. Hromada přišel na hrací plochu v poslední minutě namísto Ergyse Kaçeho, střetnutí skončilo bezbrankovou remízou. Ve 3. kole proti Giurgiu (prohra 1:2) se objevil pouze na laviččce náhradníků. V odvetě hrané 3. listopadu 2016 na hřišti Astry předvedla Viktorka velmi kvalitní výkon, ale v konečném důsledku jen remizovala se soupeřem 1:1. V dalším střetnutí Plzeň definitivně ztratila naději na postup, když podlehla římskému AS v poměru 1:4. Z výhry se Západočeši radovali až v posledním střetnutí hraném 8. prosince 2016, kdy před domácím publikem otočili zápas proti Austrii Vídeň z 0:2 na 3:2, přestože od 18. minuty hráli oslabeni o jednoho hráče. Plzeň touto výhrou ukončila 14 zápasovou sérii bez vítězství v Evropské lize. Viktoria skončila v základní skupině na třetím místě.

V ePojisteni.cz lize Plzeň skončila na konečném 2. místě za vítěznou Slavií Praha, Hromada po odchodu trenéra Romana Pivarníka příliš šancí na hřišti nedostával. Po skončení sezóny Viktoria na hráče neuplatnila opci.

### Slavia Praha
V červnu 2017 přestoupil do klubu SK Slavia Praha (mistrovského týmu sezóny 2016/17 v ČR), kde podepsal tříletý kontrakt platný od července 2017. Se Slavií následně získává dva mistrovské tituly, dva národní poháry i národní superpohár, byť je jeho působení v pražském klubu poznamenáno vleklými zraněními. V sezóně 2019/2020 hraje se Slavií Ligu mistrů, v lednu 2020 je ale poslán na hostování do Liberce. Slavia v dané sezóně nakonec získává mistrovský titul a protože odehrál její podzimní část, byl titul připsán i jemu.

### Rapid București
Před zimními přestupy v sezóně 2023/24 se Slovan Bratislava vážně pokoušel o získání Jakuba Hromady, přičemž sám hráč předběžně s přestupem souhlasil. Kvůli zhoršeným vztahům mezi Slavií a Slovanem z toho sešlo a Hromada odešel do rumunského Rapidu Bukurešť na hostování do konce sezóny bez opce.

## Reprezentační kariéra
Hrál za slovenské reprezentační výběry U15, U16, U17, U18, U19. V listopadu 2015 jej nominoval trenér slovenské reprezentace U21 Pavel Hapal pro kvalifikační zápas proti Nizozemsku, ve výběru nahradil Miroslava Káčera z MŠK Žilina. V březnu 2016 si připsal první start v dresu U21 a vsítil svůj premiérový gól za tento výběr. Se slovenskou „jedenadvacítkou“ slavil v říjnu 2016 postup z kvalifikace na Mistrovství Evropy 2017 v Polsku.
Trenér Pavel Hapal byl nucen ho v červnu 2017 z 23členné závěrečné nominace na šampionát v Polsku vyřadit kvůli zranění, nahradil jej Miroslav Káčer.